# Beaumont, Puy-de-Dôme
Beaumont là một xã trong tỉnh Puy-de-Dôme, thuộc vùng hành chính Auvergne-Rhône-Alpes của nước Pháp, có dân số là 10.741 người (thời điểm 1999). Beaumont nằm ở ngoại ô, về phía nam của thành phố Clermont-Ferrand.

## Nhân khẩu học
| 1921 | 1936 | 1946 | 1954 | 1968 | 1975 | 1982 | 1990 | 1999  |
| ---- | ---- | ---- | ---- | ---- | ---- | ---- | ---- | ----- |
| 1578 | 2780 | 3723 | 4405 | 6930 | 7580 | 8023 | 9465 | 10741 |

## Các thành phố kết nghĩa
- Bopfingen, Đức
- Russi, Ý

## Những người con của thành phố
- Audrey Tautou, nữ Diễn viên (sinh năm 1976)
- Aurélien Rougerie, cầu thủ rugby (sinh năm 1980)